# Rumänische Snooker-Meisterschaft 2012
Die Rumänische Snooker-Meisterschaft 2012 war eine Serie von Snookerturnieren, die zwischen dem 11. Januar 2012 und dem 16. Dezember 2012 in Rumänien stattfanden.
Rumänischer Meister wurde Titelverteidiger Daniel Bontea, der fünf der zehn Turniere gewann.

## Modus
Gespielt wurden zehn im K.-o.-System ausgetragene Turniere, bei denen die 16 teilnehmenden Spieler entsprechend ihrer Platzierung Ranglistenpunkte erhielten.
| Platzierung     | Punkte |
| --------------- | ------ |
| Sieger          | 300    |
| Finalist        | 220    |
| Halbfinalist    | 160    |
| Viertelfinalist | 110    |
| Achtelfinalist  | 70     |

## Turnierübersicht
|    | Sieger         | Ergebnis | Finalist       | Halbfinalisten |        |
| -- | -------------- | -------- | -------------- | -------------- | ------ |
| 1  | Andrei Orzan   | 6:5      | Radu Vilau     | Mihai Vladu    | [ 3 ]  |
| 1  | Andrei Orzan   | 6:5      | Radu Vilau     | Paul Croitoru  | [ 3 ]  |
| 2  | Andrei Orzan   | 6:5      | Toma Marinescu | Mihai Vladu    | [ 4 ]  |
| 2  | Andrei Orzan   | 6:5      | Toma Marinescu | Marcel Bera    | [ 4 ]  |
| 3  | Daniel Bontea  | 6:4      | Paul Croitoru  | Mario Amza     | [ 5 ]  |
| 3  | Daniel Bontea  | 6:4      | Paul Croitoru  | Marcel Bera    | [ 5 ]  |
| 4  | Toma Marinescu | 6:5      | Andrei Orzan   | Daniel Bontea  | [ 6 ]  |
| 4  | Toma Marinescu | 6:5      | Andrei Orzan   | Mihai Vladu    | [ 6 ]  |
| 5  | Daniel Bontea  | 6:1      | Radu Vilau     | Marcel Bera    | [ 7 ]  |
| 5  | Daniel Bontea  | 6:1      | Radu Vilau     | Andrei Orzan   | [ 7 ]  |
| 6  | Daniel Bontea  | 6:1      | Andrei Orzan   | Rares Sinca    | [ 8 ]  |
| 6  | Daniel Bontea  | 6:1      | Andrei Orzan   | Marcel Bera    | [ 8 ]  |
| 7  | Daniel Bontea  | 6:1      | Mario Amza     | Marius Ancuta  | [ 9 ]  |
| 7  | Daniel Bontea  | 6:1      | Mario Amza     | Paul Croitoru  | [ 9 ]  |
| 8  | Daniel Bontea  | 6:5      | Mario Amza     | Paul Croitoru  | [ 10 ] |
| 8  | Daniel Bontea  | 6:5      | Mario Amza     | Andrei Orzan   | [ 10 ] |
| 9  | Mario Amza     | 6:2      | Mihai Vladu    | Andrei Orzan   | [ 11 ] |
| 9  | Mario Amza     | 6:2      | Mihai Vladu    | Toma Marinescu | [ 11 ] |
| 10 | Mario Amza     | 6:4      | Paul Croitoru  | Rares Sinca    | [ 12 ] |
| 10 | Mario Amza     | 6:4      | Paul Croitoru  | Daniel Bontea  | [ 12 ] |

## Abschlusstabelle
| Platz | Spieler           | Punkte |
| ----- | ----------------- | ------ |
| 1     | Daniel Bontea     | 2110   |
| 2     | Andrei Orzan      | 1850   |
| 3     | Mario Amza        | 1750   |
| 4     | Paul Croitoru     | 1390   |
| 5     | Mihai Vladu       | 1320   |
| 6     | Radu Vilau        | 1280   |
| 7     | Marcel Bera       | 1260   |
| 8     | Toma Marinescu    | 1040   |
| 9     | Rares Sinca       | 1000   |
| 10    | Marius Ancuta     | 870    |
| 11    | Emilian Cristea   | 740    |
| 12    | Stefan Cotitosu   | 740    |
| 13    | Valentin Militaru | 700    |
| 14    | Florentin Ciobanu | 700    |
| 15    | Horia Cimpeanu    | 670    |
| 16    | Andrei Rosu       | 210    |